# パウル・リッティンガー

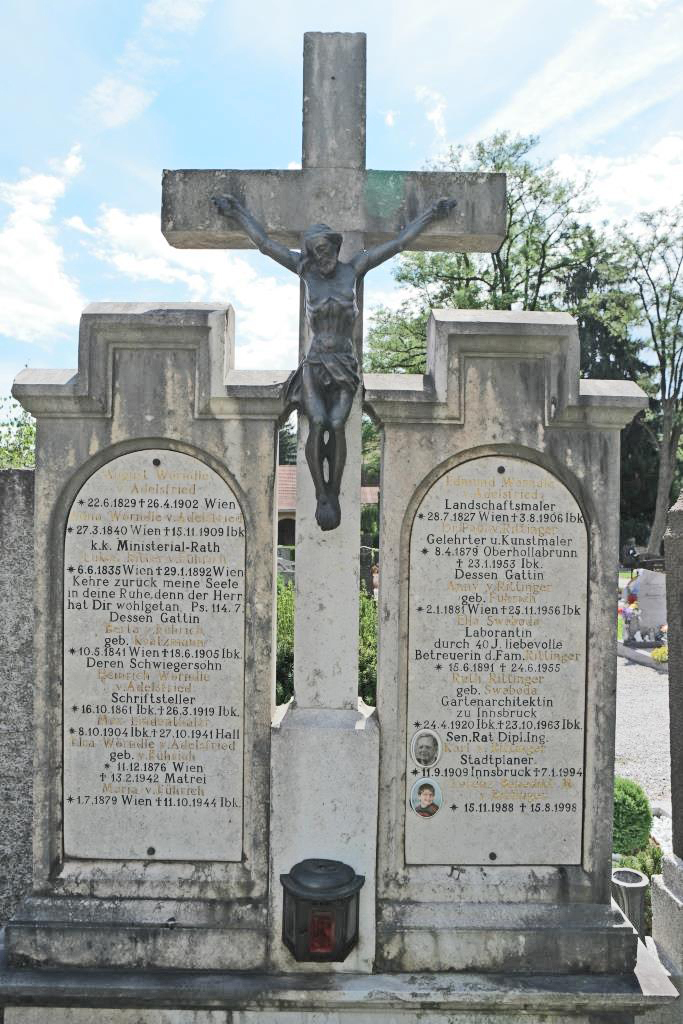
インスブルックのWestfriedhofにあるリッティンガーの墓

パウル・フォン・リッティンガー（Paul von Rittinger、1879年4月8日 - 1953年1月23日）は、オーストリアの画家、著作家。

## 経歴
1879年に、リッティンガーはニーダーエスターライヒ州ホラブルンにて、当時のホラブルン地区区長であったマックス・リッティンガーを父に、ハイドラー･フォン・エーゲレックを母として生まれ、早く母を亡くしてからは祖母に育てられる。1903年にウィーン大学にて美術史博士号を取得し、スウェーデンのレクスラント(Leksland)芸術家コロニーに滞在する。1906年に画家・ヨーゼフ・フォン・フューリッヒの孫娘である、アニー･フォン・フューリヒと結婚し、三人の子供をもうける。1906年から8年にかけてイギリスで研鑽を積み、1910年から11年にかけて最初期の画業を行い、1915年から18年までトレントで軍務に就くがその後ロシアで捕虜となる。1917年以来、国の内外で多くの展覧会を開き、1936年にはチロル州インスブルックで美術史について数々の講演を行った。1953年にインスブルックで死去する。享年73歳。

## 逸話
リッティンガーは恵まれた環境で、経済的考慮に煩わされることなしに創作活動に取り掛かることが出来たが、父の役人生活から能う限り距離をとりたいという志向のせいか、機会ある毎に隣人たちを挑発し驚愕させることを好んだ。リューゲン島に暮らした一時期は髭を伸ばし放題にしたが、家に戻ってからは顔の半分を被うだけに縮小したという。インスブルックの自宅で贅沢な仮装大会を度々催し、E.T.A.ホフマンの物語に出てくる幻想的イメージを実現しようと試みる。自作のシンドバッド芝居を家庭で、また友人間でしばしば演じて楽しんだことが伝えられる。
オーストリアの画家・作家のパウル・フローラの功績で世に知られるに至ったが、1996年にウィーンのオーストリア応用美術博物館でH.スツェーマン主宰で開催された展覧会〈薔薇の巣の中のオーストリア〉に傑作の幾つかが紹介されたことは記憶に新しい。